# День работника налоговой службы Украины
«День работника налоговой службы Украины» (укр. День податкової служби України) — национальный профессиональный праздник сотрудников налоговой службы, который ранее отмечался на Украине 2 июля. Изменен на «День работника налогового и таможенного дела Украины», который отмечается 18 марта.
Согласно Указу Президента Украины от 11 октября 2013 года № 554/2013 «О Дне работника налогового и таможенного дела Украины» на поддержку инициативы Министерства доходов и сборов Украины, для обеспечения единства и целостности налоговой и таможенной политики государства, был установлен на 18 марта профессиональный праздник «День работника налогового и таможенного дела Украины».
«День работника налоговой службы» появился в календаре официальных украинских профессиональных праздников сравнительно недавно. 24 октября 2005 года, в столице республики городе Киеве, третий президент Украины Виктор Андреевич Ющенко подписал Указ № 1506/2005 «О Дне работника государственной налоговой службы Украины». В президентском указе, в частности говорилось: «Учитывая значительную роль государственной налоговой службы Украины в обеспечении реализации налоговой политики государства, постановляю: Установить на Украине профессиональный праздник — День работника государственной налоговой службы Украины, который отмечать ежегодно 2 июля».
Следует отметить, что «День налоговой службы Украины» существовал ещё с 2000 года, и согласно указу президента Леонида Даниловича Кучмы N 1094/2000 отмечался 30 октября, но следующий президент республики счёл более подходящим днём 2 июля. Соответственно, своим указом № 1506/2005 Виктор Ющенко отменил действие указа Леонида Кучмы.
Уже традиционно, в «День работника налоговой службы», руководство страны и высшие чины налоговой службы поздравляют своих подчинённых с этим профессиональным праздником, а наиболее отличившиеся сотрудники налоговых органов награждаются государственными наградами, памятными подарками, премиями, правительственными грамотами и благодарностями руководства.
«День работника налоговой службы Украины» не является нерабочим днём, если, в зависимости от года, не попадает на выходной.
https://www.president.gov.ua/documents/2522020-34265